# Axel Jungstedt
Axel Adolf Harald Jungstedt, född 17 mars 1859 i Norrköping, död 14 mars 1933 i Stockholm, var en svensk konstnär och konstprofessor. Han var bror till konstnären August Jungstedt och operasångerskan Matilda Jungstedt samt kusin till Hugo Jungstedt.
Jungstedt studerade för Edvard Perséus och vid Konstakademien 1878–1883. Efter avslutade studier gjorde han studieresor som akademiens resestipendiat 1884–1888 till Italien, Tyskland, Schweiz och Paris i Frankrike. I Paris studerade han för William Bouguereau. Vid återkomsten till Sverige knöts han till lärarkollegiet vid Konstakademin Han var verksam som professor vid Konstakademien i Stockholm 1909–1924. Han tilldelades Litteris et Artibus 1899. Bland hans offentliga arbeten märks ett porträtt av Oscar II från 1898 i operans foajé i Stockholm samt dekorativa arbeten i operans vestibul. Han finns representerad på Nationalmuseum, Kungliga Vetenskapsakademien, Göteborgs Konstmuseum, Norrköpings konstmuseum, Nasjonalgalleriet i Oslo och Statens Museum for Kunst i Köpenhamn. Jungstedt gravsattes i Gustav Vasa kyrkas kolumbarium vid Odenplan i Stockholm.

## Galleri

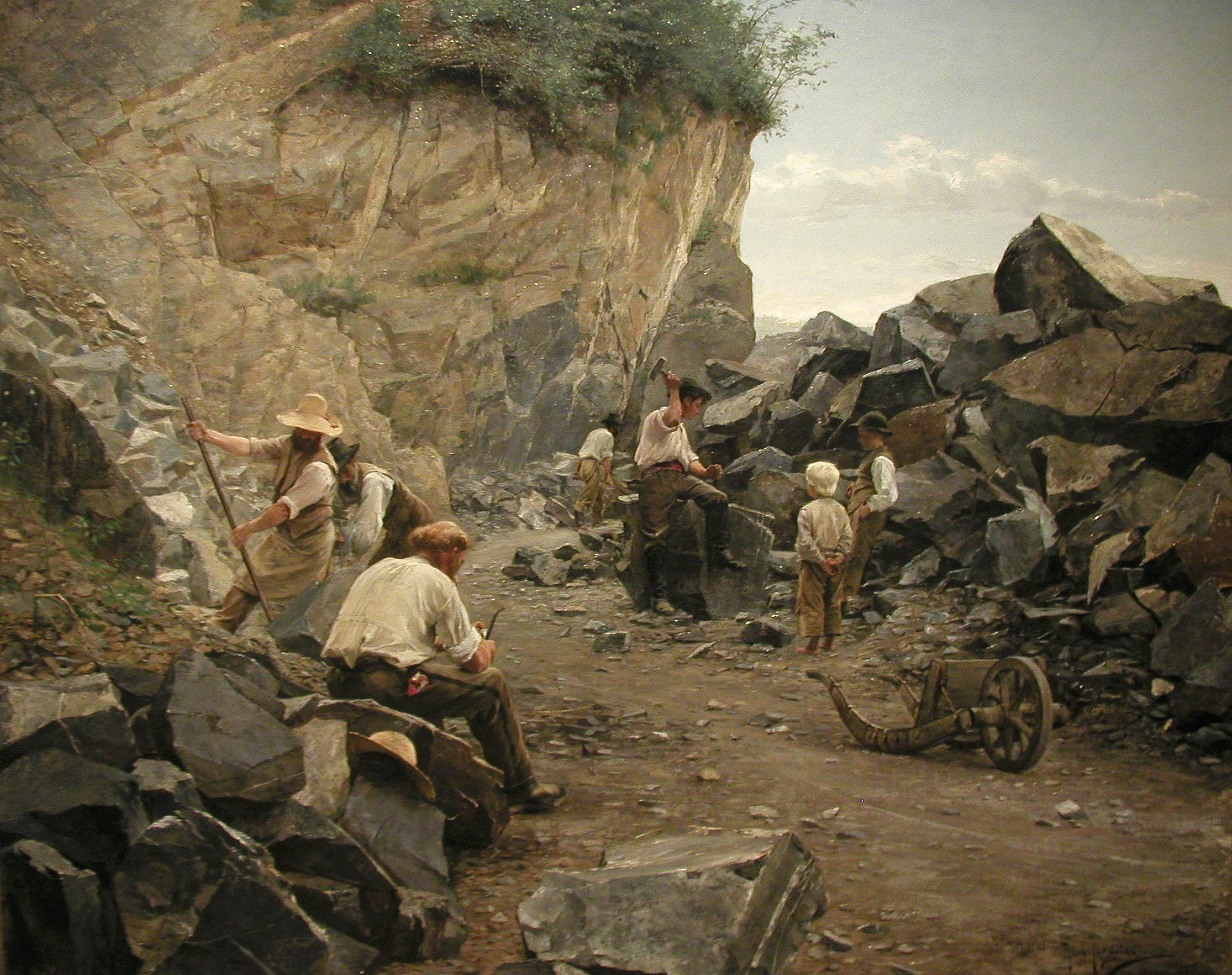
I Stenbrottet (1886), Nationalmuseum.
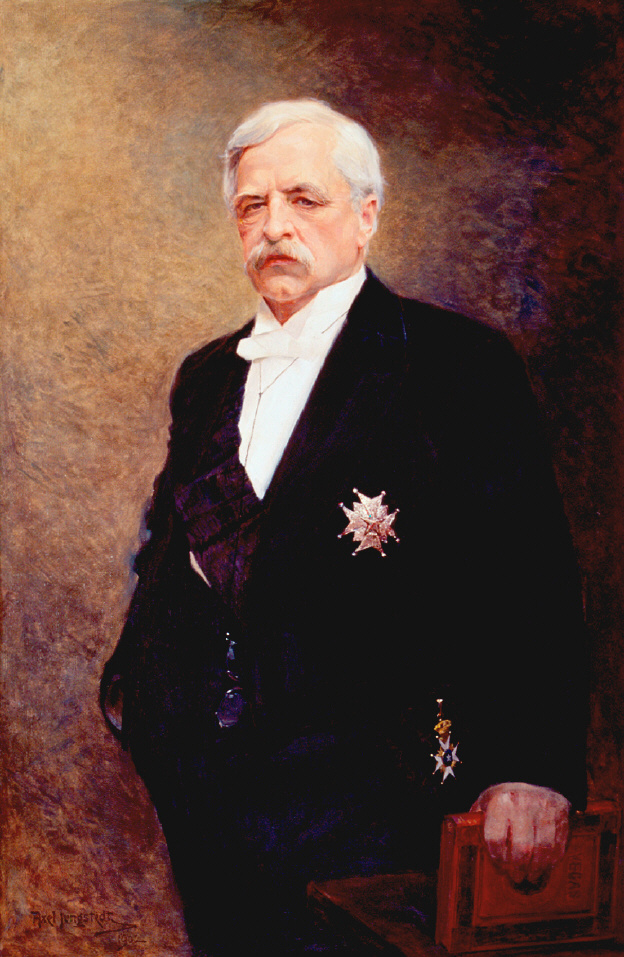
Adolf Erik Nordenskiöld (1902)
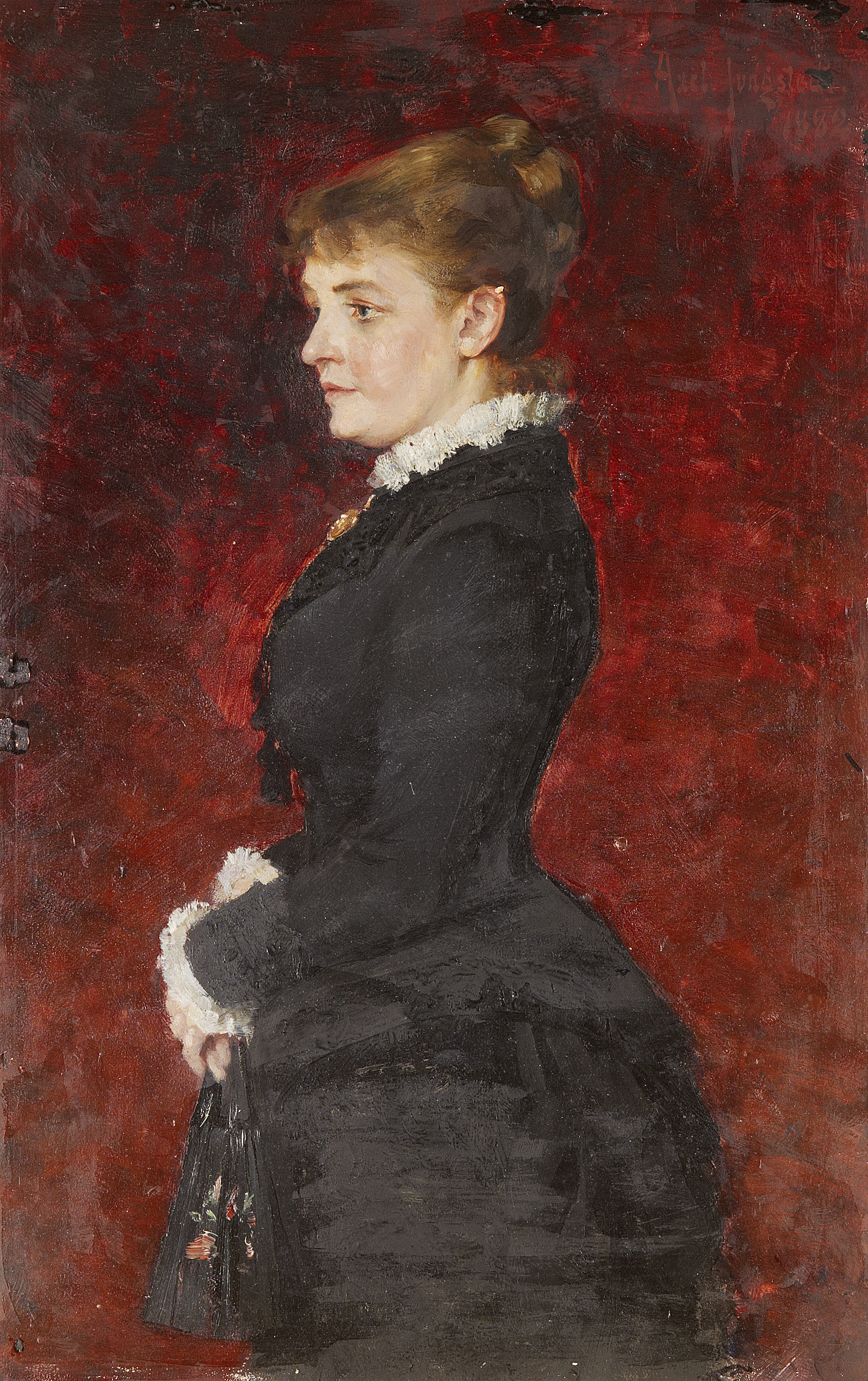
Dam i svart klänning
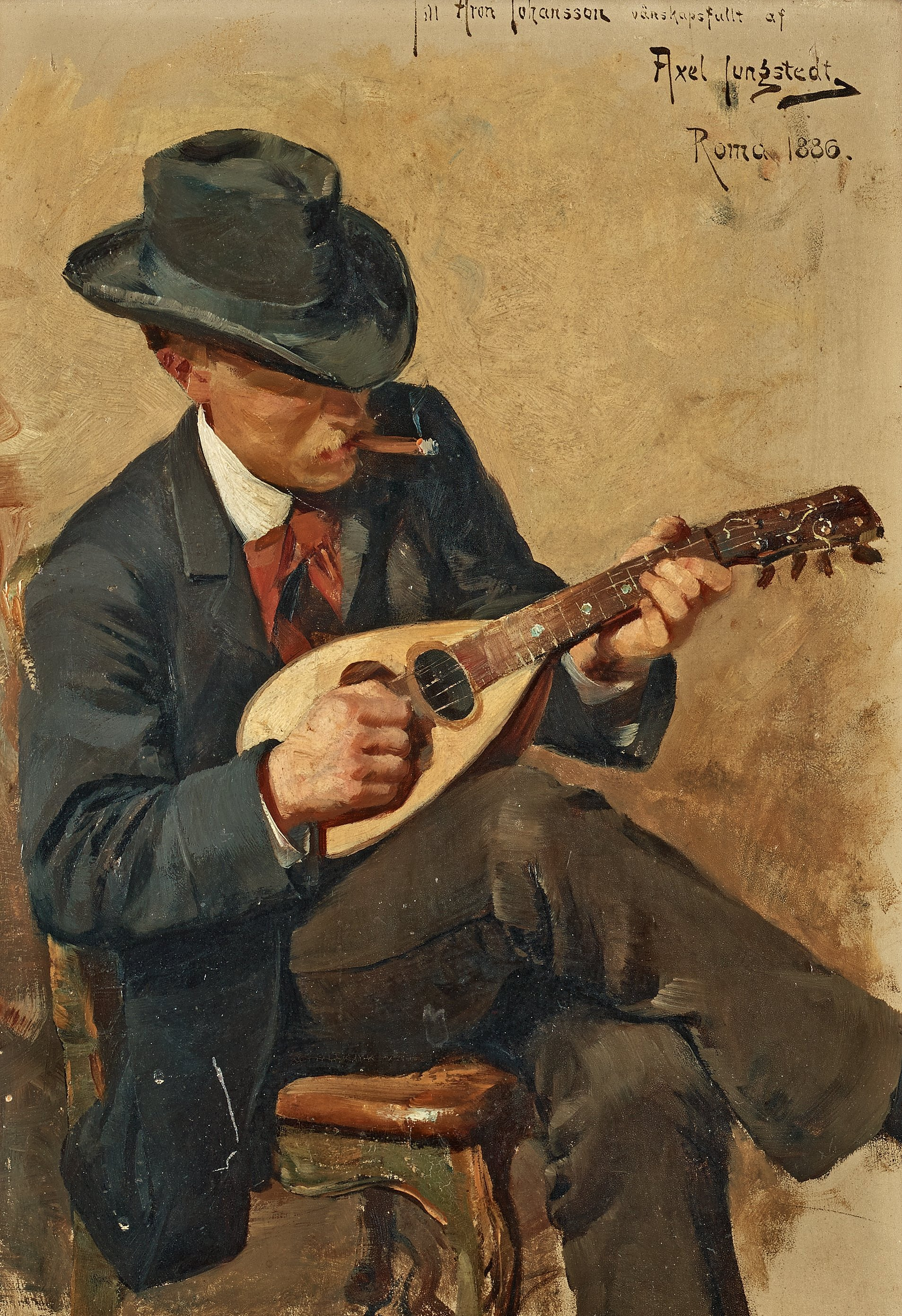
Porträtt av arkitekt Aron Johansson (1886).